# Golf Team Holland

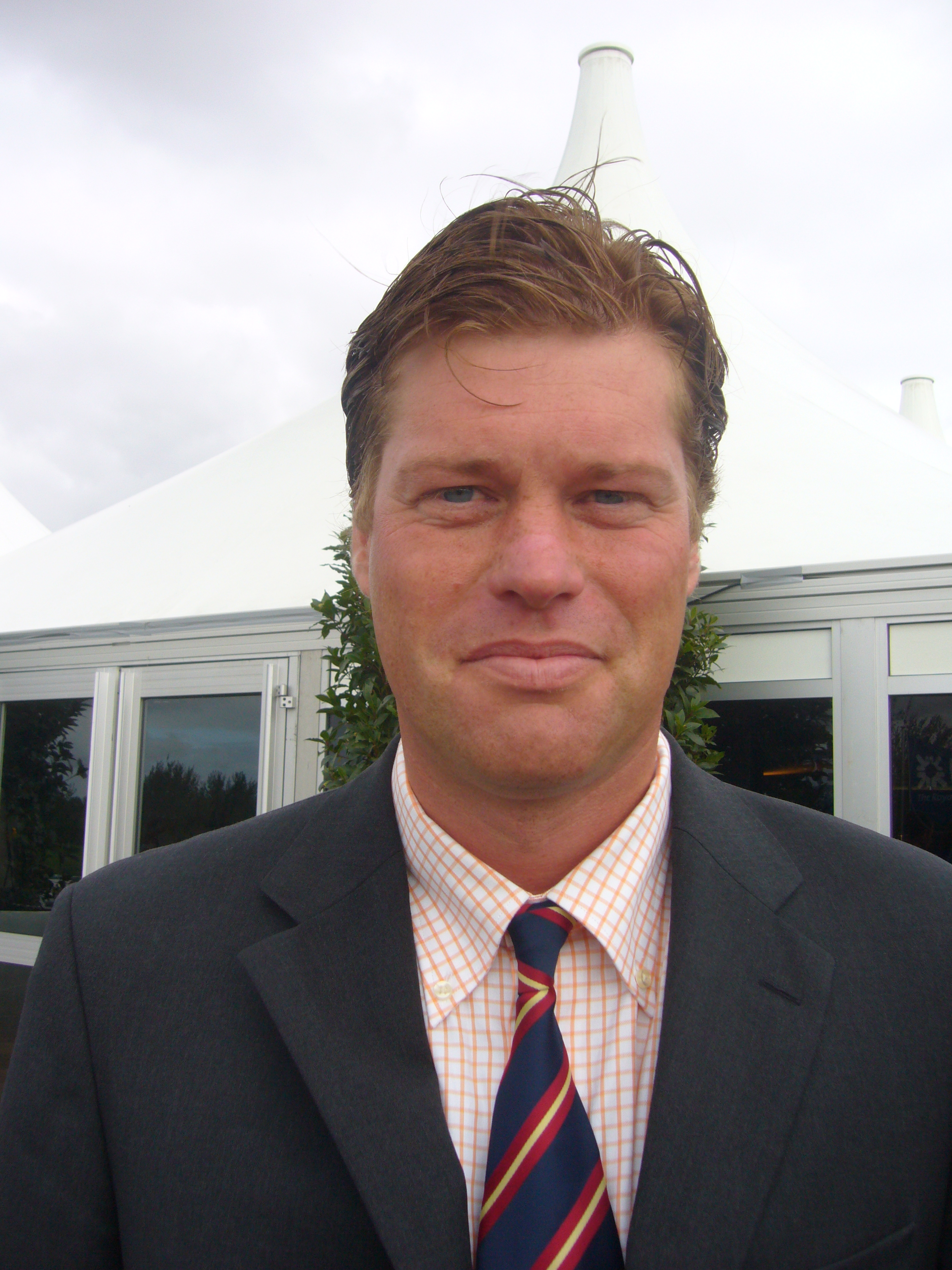
Niels Boysen

Golf Team Holland (GTH) is een Nederlandse organisatie die golftalent wil stimuleren en helpen met hun overgang van amateur- naar professioneel golfer. Directeur is Niels Boysen. Hij is tevens toernooidirecteur van de Dutch Futures.
GTH is een samenwerking tussen de NGF, het management van Maarten Lafeber (Michiel Floris) en Van Lanschot bankiers. In 2005 heeft van Lanschot certificaten van aandelen uitgegeven ter waarde van € 2.000.000 en met dit startkapitaal is GTH aan de slag gegaan.

## Teamleden
Het eerste teamlid was Inder van Weerelt uit Zeist, eind 2006 kwam Joost Luiten erbij en een paar maanden later wereldkampioen Wil Besseling. Eind 2007 werd Marjet van der Graaff in het team opgenomen. Zij speelde in 2008 op de Ladies Tour spelen. Als vijfde lid is Richard Kind toegetreden. Het lidmaatschap duurde maximaal vijf jaar.

#### 2009
Begin 2009 bestaat het team uit zeven leden. Wil Besseling en Joost Luiten zullen op de Europese PGA Tour spelen, samen met Robert-Jan Derksen, Maarten Lafeber en Taco Remkes. Besseling en Remkes zijn in 2008 in de top 5 van de Challenge Tour geëindigd, waardoor ze een spelerskaart krijgen. Derksen en Lafeber hebben de top 60 van de Order of Merit van de Europese Tour gehaald, waardoor ze automatisch in 2009 in categorie 8 mee mogen doen. Luiten heeft maar tien toernooien kunnen spelen voordat hij in april 2008 geblesseerd raakte, en mag de eerste maanden van 2009 gebruiken om alsnog de rest te spelen en zich voor de Tour te kwalificeren. Richard Kind begint op de EDP Tour. Christel Boeljon heeft een volle spelerskaart voor de Ladies European Tour (LET), Dewi-Claire Schreefel zal haar geluk zoeken op de Amerikaanse Futures Tour.
Kyra van Leeuwen en Floris de Vries hebben zich bij GTH aangesloten. Boeljon en Van der Graaff wonnen de European Nations Cup.

#### 2010
Joost Luiten verlaat GTH en gaat verder met ISM, een grote, internationale organisatie die beroemde spelers als Ernie Els en Darren Clarke onder contract heeft. Jurrian van der Vaart wordt GTH-lid nummer 10. Schreefel speelt in 2010 op de Amerikaanse Tour, Kind en De Vries eindigden in 2009 in de top 5 van de EPD Tour en verschenen in 2010 op de Challenge tour.

#### 2011
Eind 2011 hebben Richard Kind en Wil Besseling het team verlaten. Besseling was vijf jaar lid, waardoor zijn contract niet verlengd kon worden. Kind was drie jaar lid maar besloot de opleiding tot teachingpro te gaan volgen.

#### Leden
| Nr  | Naam                  | Thuisclub                                  | van - tot     | van - tot       |
| --- | --------------------- | ------------------------------------------ | ------------- | --------------- |
| 001 | Inder van Weerelt     | Lochemse Golf & Country Club De Graafschap | 2006          | 2010            |
| 002 | Joost Luiten          |                                            |               | 31 oktober 2006 |
| 003 | Wil Besseling         |                                            | 2007          | 1 januari 2012  |
| 004 | Marjet van der Graaff | Golfclub Broekpolder                       | 2008          | eind 2010       |
| 005 | Richard Kind          | Koninklijke Haagsche Golf & Country Club   | 2009          | eind 2011       |
| 006 | Christel Boeljon      | Golfclub Spaarnwoude                       | 2009          |                 |
| 007 | Dewi-Claire Schreefel | Sallandsche Golfclub 'de Hoek'             |               |                 |
| 008 | Floris de Vries       | Engelenburg Golf & Country Club            | 2009          |                 |
| 009 | Kyra van Leeuwen      | Golf Centrum Rotterdam                     | 2009          | 1 januari 2010  |
| 010 | Jurrian van der Vaart | Golfclub de Koepel                         | 2010          | eind 2012       |
| 011 | Tim Sluiter           | Hattemse Golf & Country Club               |               |                 |
| 012 | Robin Kind            | Koninklijke Haagsche Golf & Country Club   | november 2012 |                 |
| 013 | Anne van Dam          | Edese Golf Club                            | 2014          |                 |